# Ricardo López-Aranda Jagu
Ricardo López-Aranda Jagu (Santander, 1964) es un diplomático español. Es Embajador de España en Ucrania (desde 2022).

## Carrera diplomática
Nació en Santander. Tras licenciarse en Derecho en la Universidad Complutense de Madrid completó su formación académica con un postgrado en Derecho Comunitario en la Universidad Panthéon-Assas (París); una diplomatura en Seguridad Europea en el Centro Superior de Estudios de la Defensa Nacional y el programa de Gestión de Políticas Públicas del IESE Business School (Universidad de Navarra). Ingresó en la Escuela Diplomática en 1997.
Ha estado destinado en las Embajadas de España en: Managua (Nicaragua) y Pretoria (Sudáfrica); siendo representante adjunto en el Comité Político y de Seguridad de la Unión Europea.
Posteriormente fue embajador de España en Costa de Marfil y Liberia (2018-2021) y Resident Distinguished Fellows en el think tank The German Marshall Fund of the United States - GMF (Washington).
En el Ministerio de Asuntos Exteriores, Unión Europea y Cooperación - MAEUEC (Madrid) ha sido: director de la Oficina de Análisis y Previsión; y subdirector general de Política Exterior y de Seguridad Común, y asesor en el departamento internacional y de seguridad en la Presidencia del Gobierno.
Desde 2022 es embajador de España en Kiev (Ucrania). Su nombramiento se produjo en plena invasión rusa de Ucrania, por la que la embajada española en Kiev permaneció cerrada entre el 24 de febrero y el 22 de abril de 2023.
Es miembro del Consejo Científico del Real Instituto Elcano y Fellow de Aspen España.

## Publicaciones
- "Por una relación transatlántica resiliente", Real Instituto Elcano (24 de mayo de 2022). Versión en inglés: "The German Marshall Fund of the US", (14 de julio de 2022).
- Por un proyecto europeo y transatlántico renovado: Europa y la relación transatlántica en el 75 aniversario de Plan Marshall, Real Instituto Elcano (9 de junio de 2022). Versión en inglés: "The German Marshall Fund of the US", (13 de junio de 2022).
- La Resolución de la Asamblea General de las Naciones Unidas sobre Ucrania y la pugna por el orden internacional], Real Instituto Elcano (3 de marzo de 2022), Versión en inglés: The German Marshall Fund of the US (3 de marzo de 2022).
- La crisis de Ucrania, la UE y la cohesión occidental, Real Instituto Elcano (31 de enero de 2022).
- Por qué una Cumbre por la Democracia y los Derechos Humanos es una buena idea y por qué debe ser inclusiva], Real Instituto Elcano (24 de noviembre de 2021).  Versión en inglés: The German Marshall Fund of the US (7 de diciembre de 2021).
- ¿Un mundo post-occidental?, Panorama Estratégico 2020, CESEDEN-IEEE (marzo 2020), pp. 75-130.
- El poder punzante, una perspectiva española y europea, CESEDEN-IEEE (24 de noviembre de 2021), pp. 15-46.
- El orden mundial en el siglo XXI: una perspectiva de policy planning, Real Instituto Elcano, Documento de Trabajo  9/2018 (25 de abril de 2018). Versión en inglés en VV.AA., The Road Ahead, The 21st-Century World Order in  the Eyes of Policy Planners, Ministry of Foreign-Affairs of Brazil-Funag, 2018, pp. 197-228; El País, (25 de octubre de 2017).
- La Unión Europea, entre lo deseable y lo posible, Política Exterior 147 (marzo-abril 2017).
- Una nueva estrategia exterior para la Unión Europea, Cuadernos de Estrategia  184, CESEDEN-IEEE (febrero de 2017), pp.67-104.
- Spanish and African think tanks: thinking about Africa, On think tanks (23 de marzo de 2016).
- La Ley y la Estrategia de Acción Exterior. Su proyección hacia la Defensa, CESEDEN, Documento de trabajo 01/2016, (enero de 2016), pp. 47-71.
- La identidad de defensa europea, Política Exterior, 73, (enero-febrero de 2000).